# فرودگاه اوریستانو- فنوزو
فرودگاه اوریستانو- فنوزو (به انگلیسی: Oristano-Fenosu Airport) (به زبان بومی: Aeroporto di Oristano "E. Campanelli") یک فرودگاه همگانی با کد یاتا FNU است که یک باند فرود آسفالت دارد و طول باند آن ۱۱۹۹ متر است. این فرودگاه در کشور ایتالیا قرار دارد .